# Nguyễn Thanh Việt
Nguyễn Thanh Việt (sinh năm 1971), còn biết đến với tên Việt Thanh Nguyễn là một nhà văn người Mỹ gốc Việt và hiện là Phó Giáo sư tại Đại học Nam California. Tiểu thuyết đầu tay của ông, The Sympathizer, đã được trao nhiều giải thưởng văn học, trong đó có Giải Pulitzer cho tác phẩm hư cấu năm 2016.

## Tiểu sử
Nguyễn Thanh Việt sinh năm 1971 tại Ban Mê Thuột (nay là Buôn Ma Thuột), Việt Nam, trong một gia đình di cư từ Miền Bắc (Việt Nam) năm 1954. Ông di tản cùng gia đình tới Hoa Kỳ năm 1975. Ban đầu gia đình Việt tạm trú tại Fort Indiantown Gap, Pennsylvania trước khi chuyển tới Harrisburg, Pennsylvania cho đến năm 1978 và sau đó là San Jose, California.
Lớn lên tại San Jose, Việt học phổ thông tại Trường Phổ thông St. Patrick và Trường dự bị đại học Bellarmine. Sau khi tốt nghiệp tại Bellarmine, Việt theo học một thời gian ngắn tại Đại học California Riverside và UCLA trước khi lấy bằng Cử nhân Anh ngữ và Dân tộc học tại Đại học California, Berkeley tháng 5 năm 1992. Tháng 5 năm 1997, ông lấy bằng Tiến sĩ Anh ngữ cũng tại UC Berkeley rồi chuyển tới Đại học Nam California để giảng dạy tiếng Anh và môn Hoa Kỳ học trong vai trò trợ lý giáo sư. Năm 2003, ông trở thành Phó Giáo sư tại đại học này. Bên cạnh việc giảng dạy và sáng tác văn học, ông còn là nhà phê bình văn hóa cho tờ The Los Angeles Times.

## Sáng tác
Tiểu thuyết đầu tay của ông, The Sympathizer (Grove Press/Atlantic xuất bản năm 2015) đã giành Giải Pulitzer cho tác phẩm hư cấu năm 2016. The Sympathizer cũng giành nhiều giải thưởng khác như Giải Tiểu thuyết đầu tay của Center for Fiction hay Huy chương Carnegie cho Tiểu thuyết xuất sắc của Hiệp hội Thư viện Hoa Kỳ. Tác phẩm này cũng lọt vào vòng tuyển chọn cuối cùng của nhiều giải thưởng văn học khác, cũng như được đưa vào trên 30 danh sách "Sách của năm", trong đó có danh sách của The New York Times, The Guardian, The Wall Street Journal, Slate.com, Amazon.com và The Washington Post.

## Nhận xét
- Về người Việt: Cộng đồng người Việt tại Hoa Kỳ phức tạp như ở Việt Nam. Một mặt, người dân Việt Nam rất hiếu khách và thân thiện. Họ sẽ luôn luôn chào đón các bạn vào nhà của họ và cung cấp cho bạn thức ăn và nước uống. Tình bạn là vĩnh cửu và lòng trung thành có giá trị sâu sắc. Máu không bao giờ có thể bị hòa tan và gia đình luôn luôn có thể được trông cậy vào...Mặt khác, người dân Việt cũng hay nhiều chuyện và gian lận. Họ biết điều đó tuy nhiên họ không thể làm bất cứ điều gì để thay đổi nó. Họ sẽ lừa dối người lạ và người thân, và họ sẽ bàn tán về kẻ thù và những người thân yêu. Máu không bao giờ có thể bị làm tan đi và gia đình có thể là nguy hiểm.[14]
- Về Donald Trump: Ông ta là một người kể chuyện hay nhưng đó là loại văn chương tồi của kẻ mị dân, dựa trên hận thù, sợ hãi, chia rẽ, loại trừ, đổ lỗi cho người khác hay sự bất công.[15]

## Tác phẩm

### Tiểu thuyết
- The Sympathizer (2015) (Grove/Atlantic)
  - Giải Pulitzer cho tác phẩm hư cấu 2016
- The Refugees. New York : Grove Press, 2017
- The Committed. New York : Grove Press, 2021,  ISBN 978-0-8021-5706-5.

### Tác phẩm phi hư cấu
- Nothing Ever Dies: Vietnam and The Memory of War (2016) (Harvard University Press) (tựa tiếng Việt: Không gì chết đi bao giờ)
- Race and Resistance: Literature and Politics in Asian America (2012) (Oxford University Press)

### Sách thiếu nhi
- Chicken of the Sea (2019) (McSweeney's Publishing) ISBN 194421173X (với họa sĩ minh họa  Thi Bùi)